# Paweł Wawrzyński
Paweł Wawrzyński (ur. 5 stycznia 1978 w Warszawie) – polski informatyk, doktor habilitowany nauk technicznych oraz ekonomista. Specjalizuje się w uczeniu maszynowym. Adiunkt na Wydziale Elektroniki i Technik Informacyjnych Politechniki Warszawskiej.

## Życiorys
Absolwent V Liceum Ogólnokształcącego im. Księcia Józefa Poniatowskiego w Warszawie. W 2001 ukończył studia magisterskie z informatyki na Wydziale Elektroniki i Technik Informacyjnych Politechniki Warszawskiej, a w 2004 – z ekonomii na Wydziale Nauk Ekonomicznych Uniwersytetu Warszawskiego. Doktoryzował się w 2005 na Wydziale Elektroniki i Technik Informacyjnych PW, pisząc pracę pt. Intensywne uczenie się przez wzmacnianie, przygotowaną pod kierunkiem Andrzeja Pacuta, natomiast habilitację z informatyki uzyskał w 2016 na podstawie cyklu publikacji pt. Wzbogacenie metodyki uczenia się przez wzmacnianie umożliwiające jej stosowanie w sterowaniu.
Od 2006 do 2017 pracował w Instytucie Automatyki i Informatyki Stosowanej PW, natomiast w 2017 rozpoczął pracę w Instytucie Informatyki, w latach 2018–2020 pełniąc tam funkcję zastępcy dyrektora ds. naukowych. W swojej działalności naukowej skupił się zagadnieniach związanych ze sztuczną inteligencją, w szczególności sieciami neuronowymi i uczeniem maszynowym przez wzmacnianie. Zajmuje się także robotyką oraz naukami kognitywnymi, przede wszystkim modelowaniem pamięci, świadomości i percepcji. Publikował prace w takich czasopismach jak „Neural Networks”, „International Journal of Machine Learning and Computing”, „Neurocomputing” czy „Robotics and Autonomous Systems”.
Od 2023 roku lider zespołu badawczego „Uczenie w sterowaniu, grafach i sieciach” w IDEAS NCBR.